# Гвішиані Михайло Максимович
Гвішиані Михайло Максимович (6 січня 1905, село Абастумані Тифліської губернії — вересень 1966, місто Тбілісі) — співробітник органів ОГПУ-НКВД-МГБ СРСР, генерал-лейтенант (позбавлений звання в 1954 році). Кандидат у члени ЦК ВКП(б) (1939—1952). Депутат Верховної Ради СРСР 1-го та 3-го скликань.

## Життєпис
Народився в багатодітній родині. Батько був наймитом і землекопом (помер у 1919 році), мати працювала прачкою в лікарні села Абастумані. Закінчив двокласне міське училище. У 1918—1919 роках працював прибиральником, помічником кухаря, дроворубом, помічником шофера, сторожем у лікарні (Абастумані, Ахалцихе).
У 1921—1922 служив рядовим у Червоній армії. Член ВЛКСМ з 1922 року.
У 1922—1923 роках працював техніком-наглядачем і рахівником Ахалциського повітового фінансового відділу. З 1923 року — діловод і заступник завідувача відділу повітового виконавчого комітету. Пізніше (до 1926 року) — завідувач відділу держстраху Адигенського районного виконавчого комітету.
Член ВКП(б) з 1928 року.
- У червні — серпні 1928 року — помічник оперативного уповноваженого Ахалцихського районного відділу ДПУ.
- З серпня 1928 по серпень 1930 — помічник уповноваженого Інформаційного відділу Ахалцихського районного відділу ДПУ.
- З 1 вересня 1930 по січень 1933 — начальник Толошського районного відділу ДПУ.
- З травня по 25 липня 1933 — опер. уповноважений 3-го відділення Секретно-політичного відділу ДПУ Грузинської РСР.
- C 25 липня 1933 по 15 квітня 1934 рр. — Начальник Казбекського районного відділу ДПУ.
- З 15 квітня 1934 по 15 липня 1937 рр. — Начальник Душетського районного відділу ДПУ-НКВС.
- З 15 липня по 20 жовтня 1935 — помічник начальника 8-го відділення Секретно-політичного відділу Управління держбезпеки НКВС Закавказької РФСР і УНКВС Грузинської РСР.
- З 20 жовтня по 15 листопада 1935 — помічник начальника 3-го відділення Секретно-політичного відділу Управління держбезпеки НКВС Закавказької РФСР і УНКВС Грузинської РСР.
- З 15 листопада 1935 по 11 листопада 1937 — начальник 1-го відділення 1-го відділу Управління держбезпеки НКВД Закавказької РФСР і УНКВС Грузинської РСР (з 01.03.1937 тільки Грузинської РСР). Про цей період в атестаційному листі від 07.09.1938 кажуть «був призначений керівником особистої охорони тов. Берія і членів Уряду Грузинської РСР. На цій роботі проявив себе як виключно ініціативний і енергійний працівник і чітко виконував всі завдання».
- Листопад 1937 — серпень 1938 року — виконувач обов'язків заступника голови, в.о. голови виконавчого комітету Тбіліської міської ради.
- З 1 вересня по 17 листопада 1938 — 1-й заступник народного комісара внутрішніх справ Грузинської СРСР (призначений постановою Ради Народних комісарів Грузинської РСР, а не наказом НКВД СРСР).
- З 17 по 23 листопада 1938 — начальник 3-го спеціального відділу 1-го Головного Управління держбезпеки НКВС СРСР (затверджений Постановою Політбюро ЦК ВКП(б)).
- З 29 листопада 1938 по 23 січня 1950 року — начальник УНКВС-УНКДБ-УМДБ по Приморському краю.
- З 23 січня 1950 по 16 липня 1953 року — начальник УМДБ-УМВС по Куйбишевській області. З посади знятий Постановою ЦК КПРС № 36/4 від 15.06.53.

### Операція «Сочевиця» (рос.«Чечевица», 1944)
Згідно ряду свідоцтв, під час депортації чеченців та інгушів за участю Гвішиані сталося масове вбивство в аулі Хайбах.

## Відставка
Звільнений у запас за статтею 54, пункт «с» (службова невідповідність) наказом МВС СРСР № 0776 від 24 серпня 1953 року. Позбавлений звання генерал-лейтенанта Постановою Ради Міністрів СРСР № 2349–1118сс від 23 листопада 1954 («дискредитував себе за час роботи в органах … і недостойний у зв'язку з цим високого звання генерала»).

## Після відставки
Інженер-економіст Ради народного господарства Грузинської РСР, співробітник Державного науково-технічного комітету Ради міністрів Грузинської РСР.

## Звання
- лейтенант державної безпеки (13.01.1936)
- майор державної безпеки (2.12.1938)
- старший майор державної безпеки  (27.03.1939)
- комісар державної безпеки 3-го рангу (14.02.1943)
- генерал-лейтенант (9.07.1945 — 23.11.1954)

## Нагороди
- два ордени Червоного Прапора (26.04.1940, 25.07.1949)
- орден Суворова ІІ ст. (8.03.1944) (позбавлений ордену)
- два ордени Трудового Червоного Прапора (17.01.1943, 20.09.1943)
- орден Трудового Червоного Прапора Грузинської РСР (20.12.1932)
- два ордени Червоної Зірки (4.06.1942, 3.11.1944)
- орден «Знак Пошани» (28.08.1937)
- орден Державного прапора ІІ ст. (КНДР) (15.10.1948)
- медалі
- знак «Заслужений працівник НКВС» (4.02.1942)